# C Star
Die C Star ist ein als Forschungsschiff klassifiziertes Seefahrzeug der britischen Reederei C Vessels. Es fährt unter der Flagge der Mongolei.

## Geschichte
Das Schiff wurde 1975 als Suunta auf der finnischen Werft Rauma Rapola für die Finnish Maritime Administration gebaut. Es wurde u. a. für die Suche nach der in der Nacht vom 27. auf dem 28. September 1994 in der Ostsee gesunkenen Estonia eingesetzt.
Das Schiff wurde 2012 und 2017 umgebaut. Spätestens seit 2014 wurde es im Golf von Aden für die Unterstützung von Einheiten eingesetzt, die Handelsschiffe zum Schutz vor Piratenangriffen begleiteten. Das Schiff fuhr zu der Zeit unter der Flagge Dschibutis. 2017 gehörte es der Reederei C Vessels mit Sitz im britischen Cardiff, die es unter mongolischer Flagge betrieb. Hinter der Reederei steht Sven Tomas Egerstrom, Geschäftsführer der Maritime Global Services Ltd. Dem Besitzer des Schiffs, Egerstrom, wurde laut nordzyprischer Medien vorgeworfen, vor 2015 Waffen im Wert von über zwei Millionen Schweizer Franken geschmuggelt zu haben. Zuvor war Egerstrom Besitzer der Firma Sea Patrol.

### Aktion Defend Europe
Im Jahr 2017 charterten Aktivisten der Identitären Bewegung das Schiff für ihre Aktion Defend Europe, mit dem Ziel, Flüchtlinge daran zu hindern, über das Mittelmeer nach Europa zu kommen. Wiederholt wurde darüber in den Medien berichtet.
Bereits auf dem Hinweg kam das Schiff in Konflikt mit den Behörden verschiedener Staaten. So sei das Schiff aufgrund fehlender Papiere, oder dem Vorwurf, dass ukrainische Söldner an Bord seien, festgehalten und durchsucht worden. Auf Nordzypern wurden Teile der Mannschaft vorübergehend unter dem Verdacht der Schlepperei festgenommen, nachdem 5 der 20 Besatzungsmitglieder aus Sri Lanka, welche eigentlich bereits in Ägypten von Bord gehen sollten Asyl beantragt hatten.
Am 11. August 2017 sendete das Schiff eine Pan-Pan-Meldung, dass das Schiff vor Libyen einen Motorschaden hätte. Die EUNAVFOR MED Operation Sophia in Rom beorderte das Schiff Sea-Eye, der C Star Hilfe zu leisten, da dieses Schiff der C Star am nächsten war. Die Sea-Eye der Nichtregierungsorganisation Sea-Eye ist ein Schiff von Seenotrettern, gegen welche die Besatzung der C Star zuvor demonstriert hatte. Die Besatzung der C Star lehnte Hilfe ab und bestritt eine Notlage. Nach Daten der Internetseite marinetraffic.com, auf welcher weltweit Schiffsbewegungen dargestellt werden, nahm das Schiff noch am selben Tag seine Fahrt wieder auf.
Am 18. August 2017 wurde die Aktion beendet, die C Star steuerte eine Position östlich von Malta an. Dessen Regierung verweigerte dem Schiff die Einfahrt in maltesische Häfen, was von den einheimischen Menschenrechtsgruppen Aditus Foundation, Graffiti, Integra Foundation, dem Jesuit Refugee Service (Malta) und The Critical Institute begrüßt wurde. Anfang Oktober 2017 legte das Schiff in Barcelona an. Das katalanische Rote Kreuz versorgte die mittellos und ohne Treibstoff an Bord zurückgebliebene achtköpfige Besatzung aus Sri Lanka mit Nahrung und Getränken. Die Aktivisten der Identitären Bewegung befanden sich nicht mehr auf dem Schiff.

## Schiffsdaten
Der Antrieb des Schiffes erfolgt dieselelektrisch. Die Stromerzeugung für den Antriebsmotor erfolgt durch einen Wärtsilä-Dieselmotor. Die beiden Dieselgeneratoren für die Stromerzeugung für das Bordnetz stammen von Scania.
Das Schiff, das als Sicherungs- und Versorgungsschiff für die Offshore-Industrie eingesetzt wurde, verfügt über sieben Kabinen für Besatzungsmitglieder. Sechs der Kabinen sind Einzelkabinen, eine ist eine Doppelkabine. Weiterhin befinden sich an Bord zwölf Einzelkabinen, die zu Doppelkabinen umgerüstet werden können.
Die C Star hat eine Reichweite von rund 3000 Seemeilen und kann als Sicherungsschiff etwa 30 Tage auf See bleiben.